# کونسیسائو دا اپارسیدا
کونسیسائو دا اپارسیدا (به پرتغالی: Conceição da Aparecida) یک منطقهٔ مسکونی در برزیل است که در میناز ژرایس واقع شده‌است. کونسیسائو دا اپارسیدا ۱۰٬۳۲۲ نفر جمعیت دارد.